# Code noir
Il Code noir (dal francese: Codice nero) è un insieme di una sessantina di articoli promulgati nel 1685 da Luigi XIV di Francia riguardanti le disposizioni sulla vita degli schiavi neri nelle colonie francesi. Aveva anche come obiettivo l'espulsione degli ebrei.
Il preambolo del Code noir fa apparire la nozione di «schiavo» come un fatto, senza darne né l'origine né la legittimazione. Generalmente il Codice considerava lo schiavo come una persona senza diritti simile a un oggetto.
L'articolo 44 parlava esplicitamente di schiavi come «meubles». Venivano proibiti i matrimoni tra schiavi senza il consenso del padrone e, dal 1724, tra bianchi e neri. La condizione di schiavo veniva ereditata dalla madre: ad esempio se una donna schiava concepiva da un uomo libero, il nascituro aveva la condizione di schiavo; nel caso opposto il bambino era libero.
Venivano i casi in cui allo schiavo si poteva applicare la pena di morte, segnalati dall'articolo 38, per aver picchiato il padrone, per il furto di un cavallo o di una mucca o per il terzo tentativo di fuga. Le punizioni, come l'incatenamento, i colpi di bastone o di frusta, nelle condizioni indicate dal Codice, potevano essere liberamente interpretate dal padrone. D'altro canto se lo schiavo poteva lamentarsi, la sua testimonianza non aveva valore giuridico. Concretamente le condanne ai padroni per maltrattamenti e uccisione degli schiavi furono assai rare. Benché il testo obbligava il padrone a nutrire e a vestire gli schiavi, questi ultimi non potevano coltivare un appezzamento di terra. Non potevano portare con sé armi.
Il Codice incoraggiava il battesimo degli schiavi, la necessità di un'educazione e una sepoltura cattolica, poiché i redattori pensavano che i neri avessero un'anima da salvare.

## Il codice nero nella Louisiana francese
Il code noir della Louisiana, emanato nel 1724, calcò quello del 1685, destinato alle Antille francesi. Come nelle Antille, il Codice venne applicato fin dove andava bene ai padroni, con la passiva complicità delle autorità locali. Benché non ci fossero matrimoni misti in Louisiana, proibiti proprio dal Code, non mancarono tuttavia forme di concubinaggio tra padroni bianchi e schiave nere, dando nascita a una piccola popolazione di mulatti. I padroni, contravvenendo al Codice, permisero ai loro schiavi di allevare maiali o volatili e coltivare un pezzetto di terra e talvolta di possedere delle armi, dando una certa libertà di azione.

### Abrogazione del Codice Nero nel 2025
Il 10 maggio 2025, in occasione della Giornata nazionale in memoria della tratta degli schiavi, della schiavitù e della loro abolizione, il Primo Ministro francese François Bayrou ha promesso di abolire il Codice Nero sulla schiavitù.